# Skulpturenweg Trippstadt-Stelzenberg

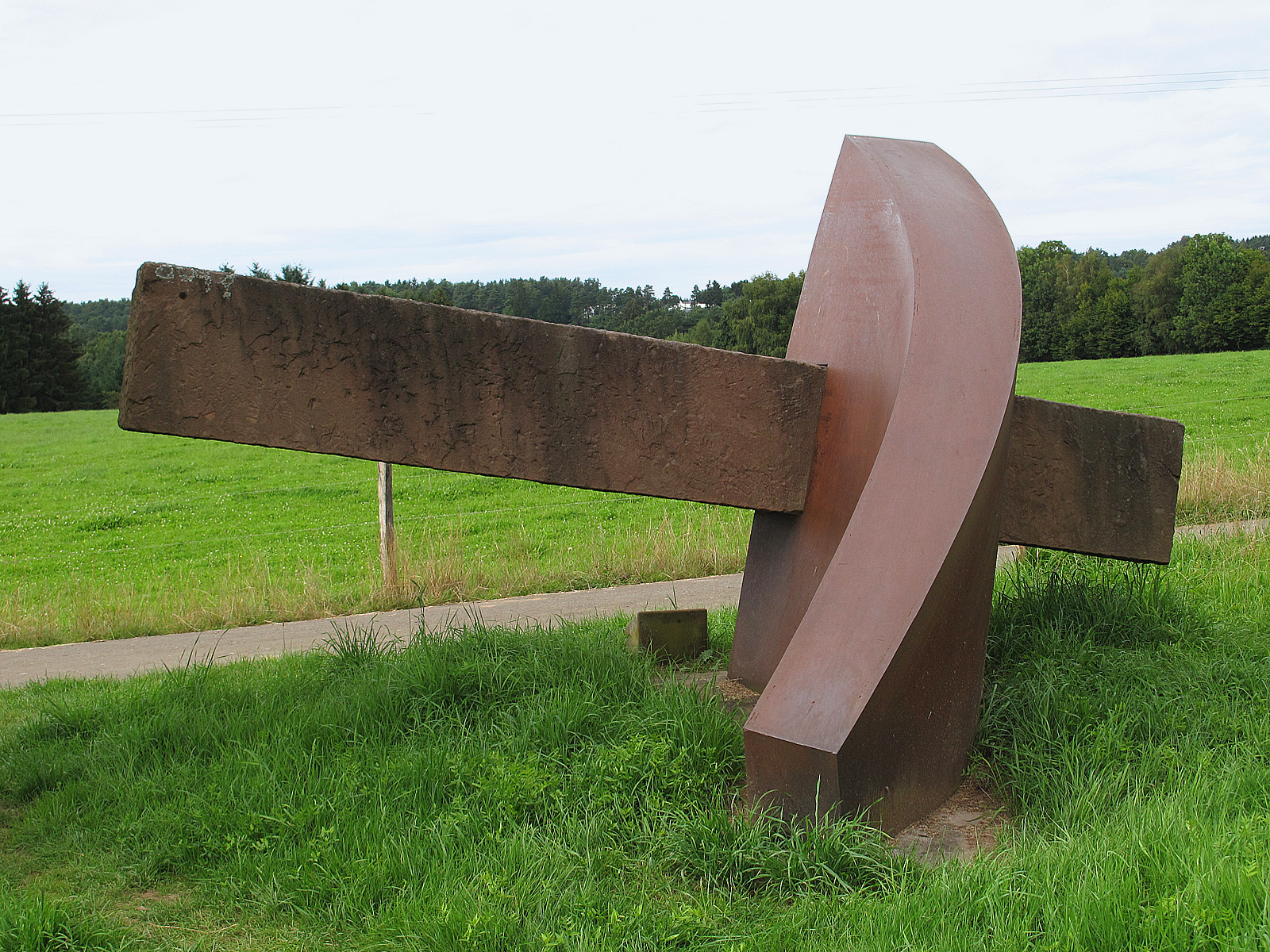
Hartmut Stielow, Balance

Der Skulpturenweg Trippstadt-Stelzenberg südlich von Trippstadt, Landkreis Kaiserslautern, im Südwesten von Rheinland-Pfalz ist ein Teilstück des Skulpturenwegs Rheinland-Pfalz.

## Projektbeschreibung
Die Förderung des Landes Rheinland-Pfalz von Kunstprojekten im öffentlichen Raum führte mit drei Bildhauersymposien zwischen 1990 und 1996 zur Entstehung des Skulpturenwegs.
Bei mehreren Symposien und der Aufstellung einzelner Werke entstand ein ringförmiger Weg von etwa zehn Kilometern. Beginnend an der K 53 führt er durch Stelzenberg zur L 500. Bei der Wilensteiner Mühle geht man entlang der Moosalb wieder nordöstlich nach Trippstadt und über die K 53 nach Stelzenberg. Auf der L 500 ist ein Anschluss an den Skulpturenweg Karlstal möglich.

## Präsente Künstler und Werke
- Hans Joachim Albrecht: Doppelkopf und Doppeltorso, 1996 (31)
- Joachim Koch: Peilung, 1996 (30)
- Olaf E. Bergmann: Keil, 1992 (25)
- Heiner Thiel: Offenes Quadrat, 1996 (29)
- Gereon Lepper: Balzgeflüster, 1996 (32)
- Otmar Sattel: Akkumulator I, 1996 (33)
- Hartmut Stielow: Balance, 1996 (34)
- Werner Ratering: Piece for being - Tor zum Hain, 1996 (35)
- Rainer Fest: Von hier aus, 2009 (52)
- Bärbel Schmidt: Tor zum Biosphärenreservat, 2006
- Winni Schaak: Schneid´ger Kopfkarton VII, 2005 (47)
- Martine Andernach: Liens, 2005 (46)
- Uli Gsell, Kopf, 2005, (45)

(Die Angaben zu Entstehungsjahren und Standortnummern sind gemäß den Darstellungen bei "Skulpturen Rheinland-Pfalz e. V.")

## Fotos (Auswahl)

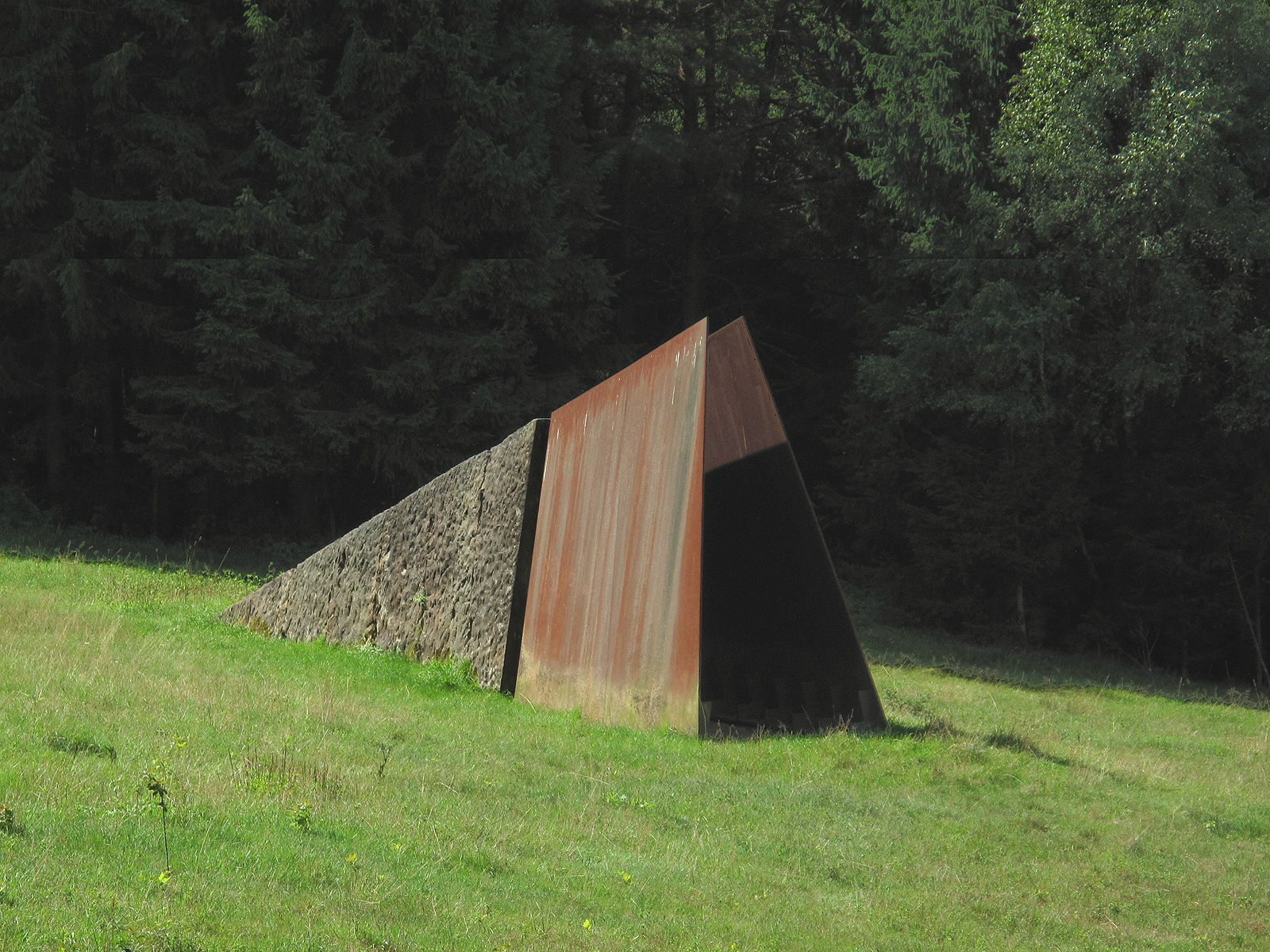
Keil, Olaf Bergmann
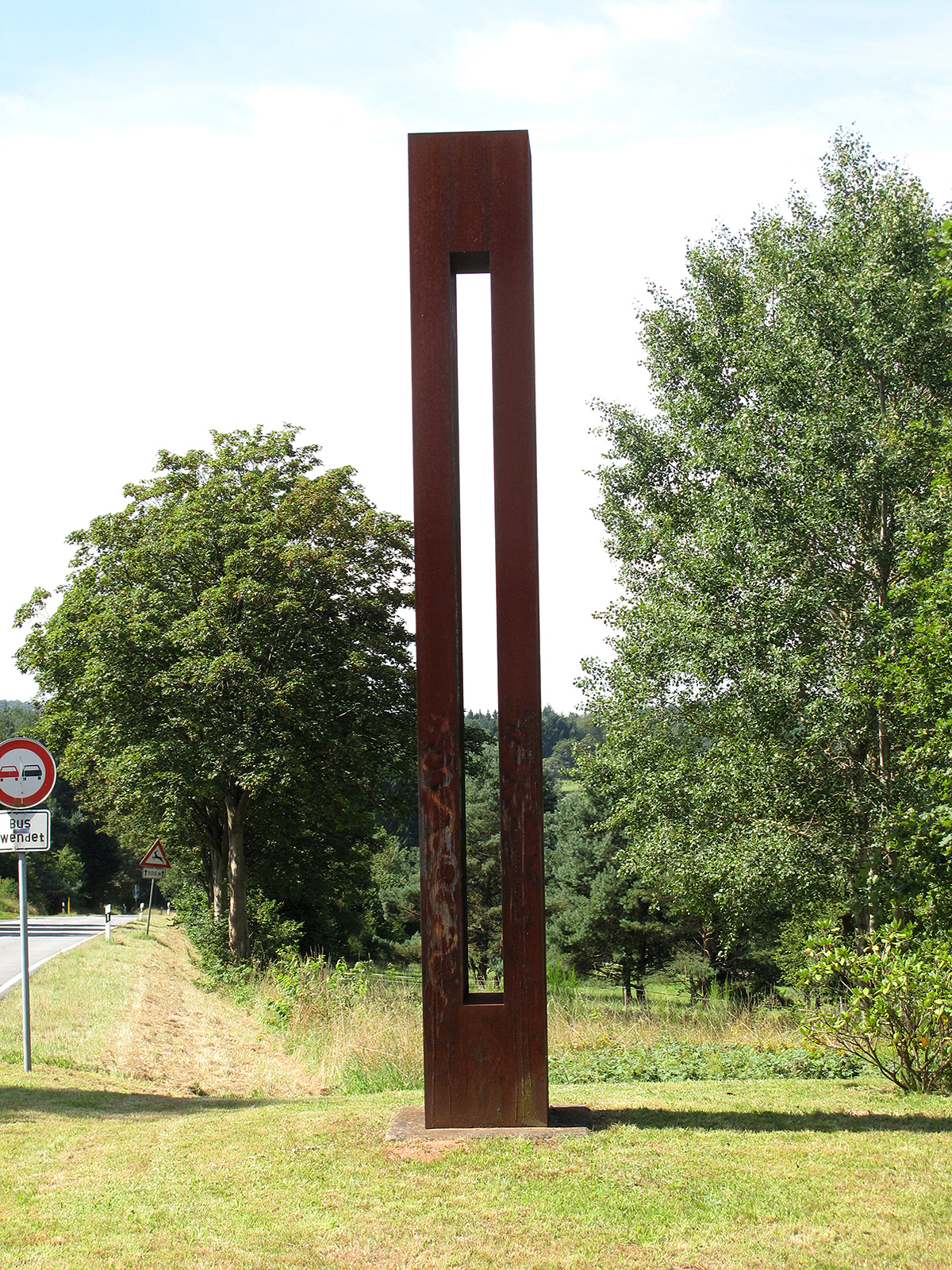
Peilung, Joachim Koch
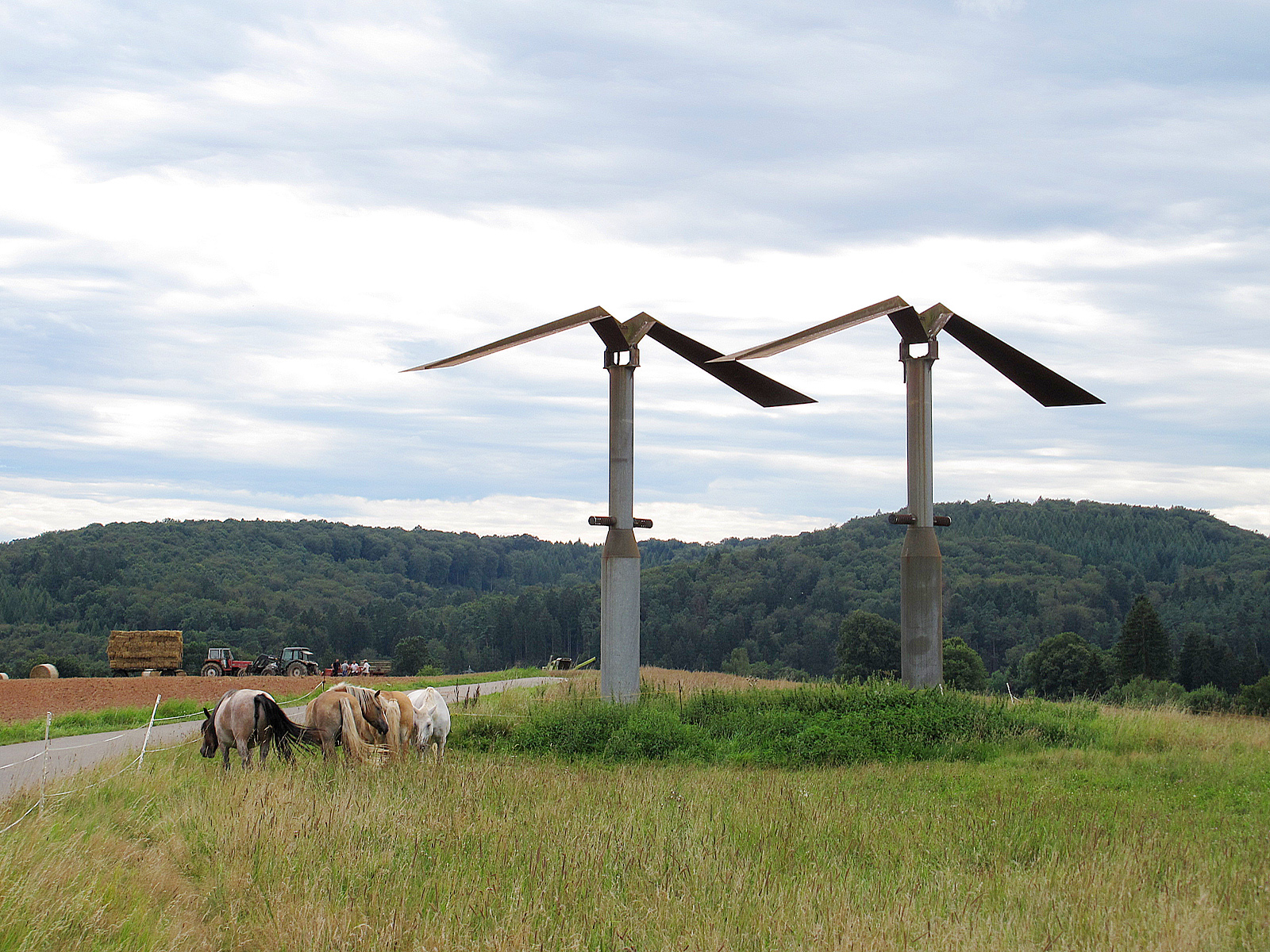
Balzgeflüster, Gereon Lepper
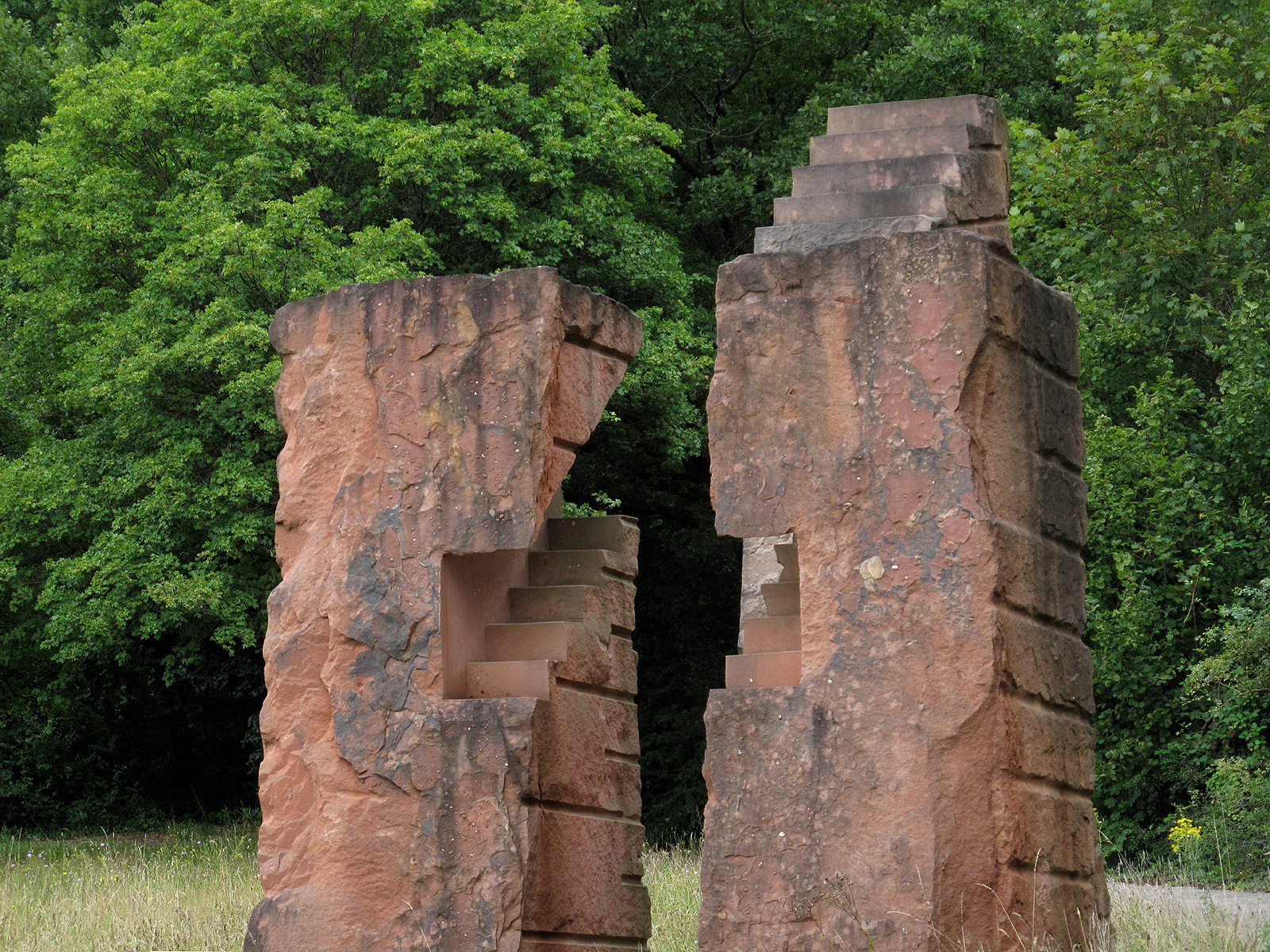
Von hier aus, Rainer Fest